# Dunstanoides angustiae
Dunstanoides angustiae là một loài nhện trong họ Amphinectidae. Loài này phân bố ở New Zealand.